# Flugunfall bei Francistown 1974
Der Flugunfall bei Francistown 1974 ereignete sich am 4. April 1974. An diesem Tag musste eine Douglas DC-4 der Wenela Air Services, mit der ein internationaler Linienflug vom Flughafen Francistown in Botswana zum Flughafen Chileka in Malawi durchgeführt werden sollte, aufgrund eines Triebwerksausfalls im Gelände notgelandet werden, wobei 78 der 84 Personen an Bord starben. Es handelt sich um den schwersten Flugunfall in Botswana und den drittschwersten mit einer Douglas DC-4.

## Flugzeug
Das Flugzeug war die 240. Douglas DC-4 aus laufender Produktion. Die Maschine mit der Werknummer 27242 wurde 1944 als Militärversion C-54B-20-DO im Werk der Douglas Aircraft Company in Santa Monica, Kalifornien endmontiert und anschließend mit der militärischen Seriennummer 44-9016 an die United States Army Air Forces (USAAF) ausgeliefert. Die Maschine war für die Luftstreitkräfte der Republik China vorgesehen, bei denen sie mit dem militärischen Luftfahrzeugkennzeichen 5405 in Betrieb gehen sollte. Nach dem Zweiten Weltkrieg wurde die Maschine als Überbestand der USAAF kategorisiert und ausgeflottet. Die Douglas Aircraft Company kaufte die Maschine am 13. Dezember 1945 und baute sie zur zivilen DC-4 um. Am 2. April 1946 wurde die Maschine an die Delta Air Lines verkauft, bei der sie mit dem Luftfahrzeugkennzeichen N37475 und unter der Flottennummer 75 in Betrieb ging. Die Maschine wurde im Februar 1953 wieder außer Betrieb genommen. Am 27. Februar 1953 wurde die Maschine durch die Pacific Northern Airlines aus Portland, Oregon erworben und fortan für Flüge in Alaska genutzt. Im Jahr 1955 wurde sie an die Overseas National Airways verkauft, bei der sie mit dem Luftfahrzeugkennzeichen N410NA und dem Taufnamen Loma Dan bis Juni 1959 in Betrieb blieb. Im Monat ihrer Außerbetriebsetzung wurde sie an die Witwatersrand Native Labour Association (WNLA) verkauft, eine Bergbaugesellschaft, welche die Goldminen in Südafrika verwaltete und auch unter dem Namen Wenela bekannt war. Das Unternehmen befasste sich auch mit dem Anwerben von Arbeitsmigranten und war im Besitz einer Reihe von Bussen und Flugzeugen, welche in allen damaligen Staaten des südlichen Afrika stationiert waren. Die Maschine erhielt im Jahr 1960 zunächst das südafrikanische Luftfahrzeugkennzeichen ZS-CLN, welches später in VP-YST (Wenela Air Services Rhodesien) und schließlich in A2-ZER (Wenela Air Services Botswana) geändert wurde.  Das viermotorige Langstreckenflugzeug war mit vier Sternmotoren des Typs Pratt & Whitney R-2000-2SD-13G Twin Wasp ausgestattet.

## Passagiere und Besatzung
Zum Unfallzeitpunkt befanden sich an Bord der Maschine 80 Passagiere und vier Besatzungsmitglieder. Die meisten Insassen waren Angehörige der südafrikanischen Bergbaugesellschaft, welche sich auf dem Heimflug befanden.

## Unfallhergang
Der Unfall ereignete sich um 02:35 Uhr Ortszeit. Kurz nach dem Start vom Flughafen Gaborone kam es an der Maschine zu Fehlzündungen und Zündaussetzern, die einen kontinuierlichen Sinkflug zur Folge hatten. Die Piloten waren infolge der Ereignisse nicht in der Lage, die Maschine in eine sichere Flughöhe steigen zu lassen, woraufhin die DC-4 Baumkronen streifte und zwei Minuten nach dem Abheben nach einem Strömungsabriss 3600 Meter hinter dem Ende der Startbahn zu Boden stürzte.

## Ursache
Es wurde festgestellt, dass die Maschine teilweise fehlbetankt worden war. Das Bodenpersonal hatte durch eine Verwechslung Kerosin in einen Treibstofftank geschüttet, welcher für Flugbenzin (Avgas) vorgesehen war. In der Folge war der Treibstoff, mit dem die Maschine betankt wurde, zu 25 bis 30 Prozent verunreinigt.